# Lista de ilhéus de São Tomé e Príncipe

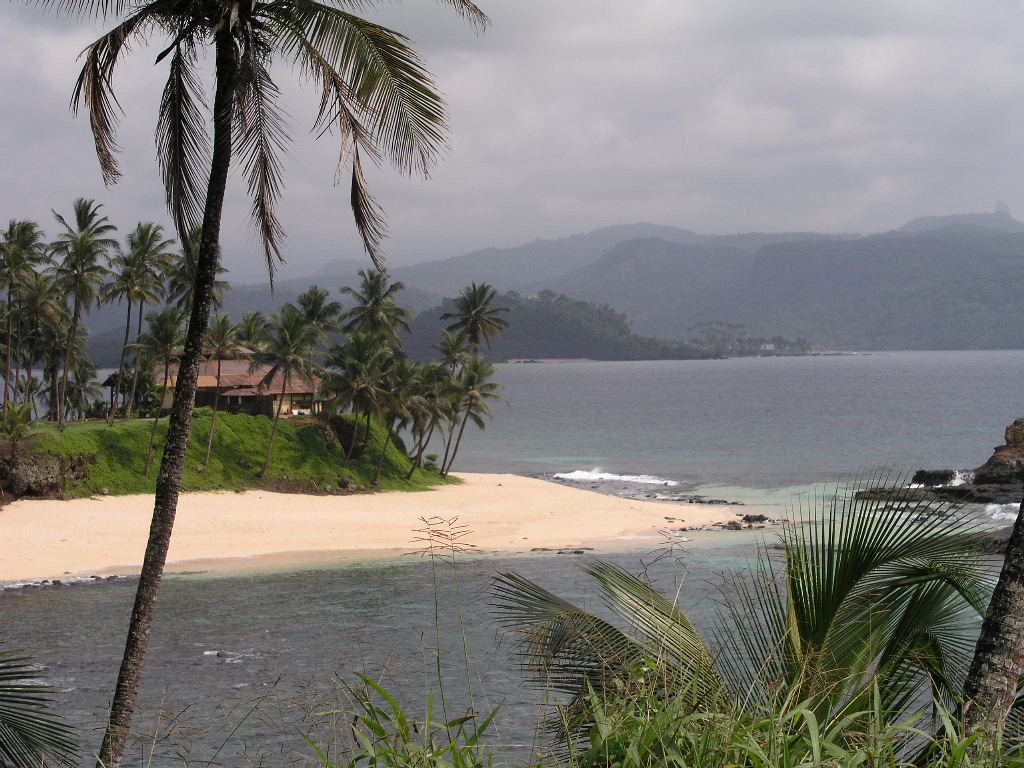
Ilhéu das Rolas.

Este anexo é composto por uma lista de Ilhéus do Arquipélago de São Tomé e Príncipe.
- Ilhéu do Coco
- Ilhéu São Miguel
- Ilhéu Gabado
- Ilhéu dos Cocos
- Ilhéu Jalé
- Ilhéu das Rolas
- ilhéu Quixibá
- Ilhéus Sete Pedras
- Ilhéu Catarino
- Ilhéu Santana
- Ilhéu Portinho
- Ilhéu Boné de Jóquei
- Ilhéu dos Mosteiros
- Ilhéu das Cabras
- Ilhéu Bombom
- Ilhéu Caroço
- Ilhéu Tinhosa Grande
- Ilhéu Tinhosa Pequena
- Ilhéu Còracòra